# Tung Padevat

Bìa của Ấn bản đặc biệt tháng 12–tháng 1 năm 1975 của Tung Padevat, Số 76. Bìa của ấn phẩm này khá giống nhau trong suốt thời gian xuất bản. Bìa mang năm lá cờ đỏ. Bên dưới gồm năm biểu ngữ, Tung Padevat được viết bằng chữ lớn bóng mờ, chữ Mul tròn bóng mờ lớn. Ở cuối trang bìa là số phát hành, ngày tháng và năm xuất bản.

Tung Padevat (Ngọn Cờ Cách Mạng) là tạp chí phát hành định kỳ hàng tháng bằng tiếng Khmer ở Campuchia đóng vai trò là một trong những cơ quan ngôn luận chính thức của Đảng Cộng sản Campuchia.
Số đầu tiên ra mắt người dân Campuchia vào tháng 1 năm 1975. Ấn phẩm này được xuất bản hàng tháng ít nhất là cho đến tháng 9 năm 1978. Ngoài ra Tung Padevat còn xuất bản riêng một số 'số báo đặc biệt' dành cho những sự kiện trọng đại.
Trong suốt thời kỳ xuất bản, tạp chí đều có khổ thống nhất. Hầu hết các số tạp chí nằm trong khoảng 65-85 trang. Các số ra tháng 9 và tháng 10 /tháng 11 năm 1977 gồm 133 trang. Mặt khác, số ra tháng 4 năm 1977 chỉ có 29 trang mà thôi.